# 굴뚝마을의 푸펠 (영화)
"굴뚝마을의 푸펠"(일본어: 映画 えんとつ町のプペル)은 2020년 공개된 일본의 애니메이션 영화이다. 니시노 아키히로의 동명 그림책을 원작으로 한다.

## 출연[1]
- 쿠보타 마사타카/엄상현 - 푸펠 역
- 아시다 마나/유영 - 루비치 역
- 타테카와 시노스케/임채헌 - 브루노 역
- 코이케 에이코/엄현정 - 로라 역
- 후지모리 신고/소정환 - 스콥 역
- 혼이즈미 리나/정유정 - 도로시 / 클레어 역
- 쿠니무라 준/이상범 - 단 역
- 야마우치 타카야/최승훈 - 아이 패치 역
- 이토 사이리/서반석 - 안토니오 역
- 모로호시 스미레/김가령 - 레베카 역
- 오히라 쇼세이/김민주 - 데니스 역
- 이오 카즈키/방성준 - 수 아저씨 역
- 노마구치 토루/박요한 - 레터 15세 역
- 미야네 세이지/이규석 - 토시아키 역
- 오카모토 고스케/박요한 - 톳포 역

## 수상
- 제44회 일본 아카데미상 우수 애니메이션 작품상 수상[2]